# Otyg
Otyg es una banda de folk metal y viking metal de Suecia, proyecto alternativo de Andreas Hedlund, vocalista y líder de Vintersorg. La banda se encuentra por el momento en estado de inactividad, debido a falta de inspiración para este proyecto en particular.
Comenzó en la primavera de 1995 como un proyecto para conmemorar la vieja música folclórica escandinava. Sus tres primeros integrantes (Andreas, Mattias y Stefan) tocaban en una banda de death metal y black metal llamada "Blackburning Evening", pero comenzaron a aburrirse de las canciones y decidieron regresar a sus raíces nórdicas, donde la melodía y la armonía son lo básico.

## Miembros

### Actuales
- Vintersorg (Andreas Hedlund) - Voces, Guitarra (Esta también involucrado Vintersorg, Borknagar, Havayoth, Fission, Waterclime y Cronian)
- Cia Hedmark - Voces y Violín
- Daniel Fredriksson - Bajo, Flauta, Keyed Fiddle (instrumento musical sueco), Armónica y Guitarra
- Mattias Marklund - Guitar
- Fredrik Nilsson - Batería
- Giovanni julio ( Guitarra - solista )

### Anteriores
- Samuel Norberg (1995-1997) - mouth harp
- Stefan Strömberg (1995-1997) - Batería (actualmente en Casket Casey)

## Discografía

### Álbumes
- Älvefärd (1998)
- Sagovindars Boning (1999)
- Älvefärd - Sagovindars Boning (the best of) (2009)

### Demos
- Bergtagen (1995)
- I Trollskogens Drömmande Mörker (1996)
- Galdersång till Bergfadern (1997)

### Álbumes en vivo
- Live in Asten-Heudsen (2005)

### En Videojuegos
- 2006 Granado Espada
  - Huldran - Alvefard
  - Trollslottet - Sagovidars Boning